# Rig de minado
Un rig de minado es un arreglo de elementos de hardware, bien sea de CPU, GPU, FPGA o ASIC que han sido dispuestos para realizar minería.
En el contexto de Blockchain, la minería es el proceso de invertir capacidad computacional para agregar registros de transacciones, crear bloques, procesar dichas transacciones, garantizar la seguridad de la red, y conseguir que todos los nodos participantes estén sincronizados en una Blockchain.
Para que las nuevas transacciones sean confirmadas, es necesario que se incluyan en un bloque con una prueba de trabajo matemático o también llamadas Proof-of-work.

### Aspectos importantes
Los principales aspectos a tener en cuenta son los siguientes:
La tasa de Hash define el poder del equipo, es una forma de saber cuántos cálculos por segundo puede realizar el equipo de minería, entre mayor sea, es mejor.
El consumo de energía es un factor muy importante a tener en cuenta al adentrarse en el mundo de la minería de criptomonedas, ya que los costos de energía no solo pueden igualar las ganancias obtenidas, sino que pueden superarlas y llevar a la bancarrota.